# الطيران البولندي

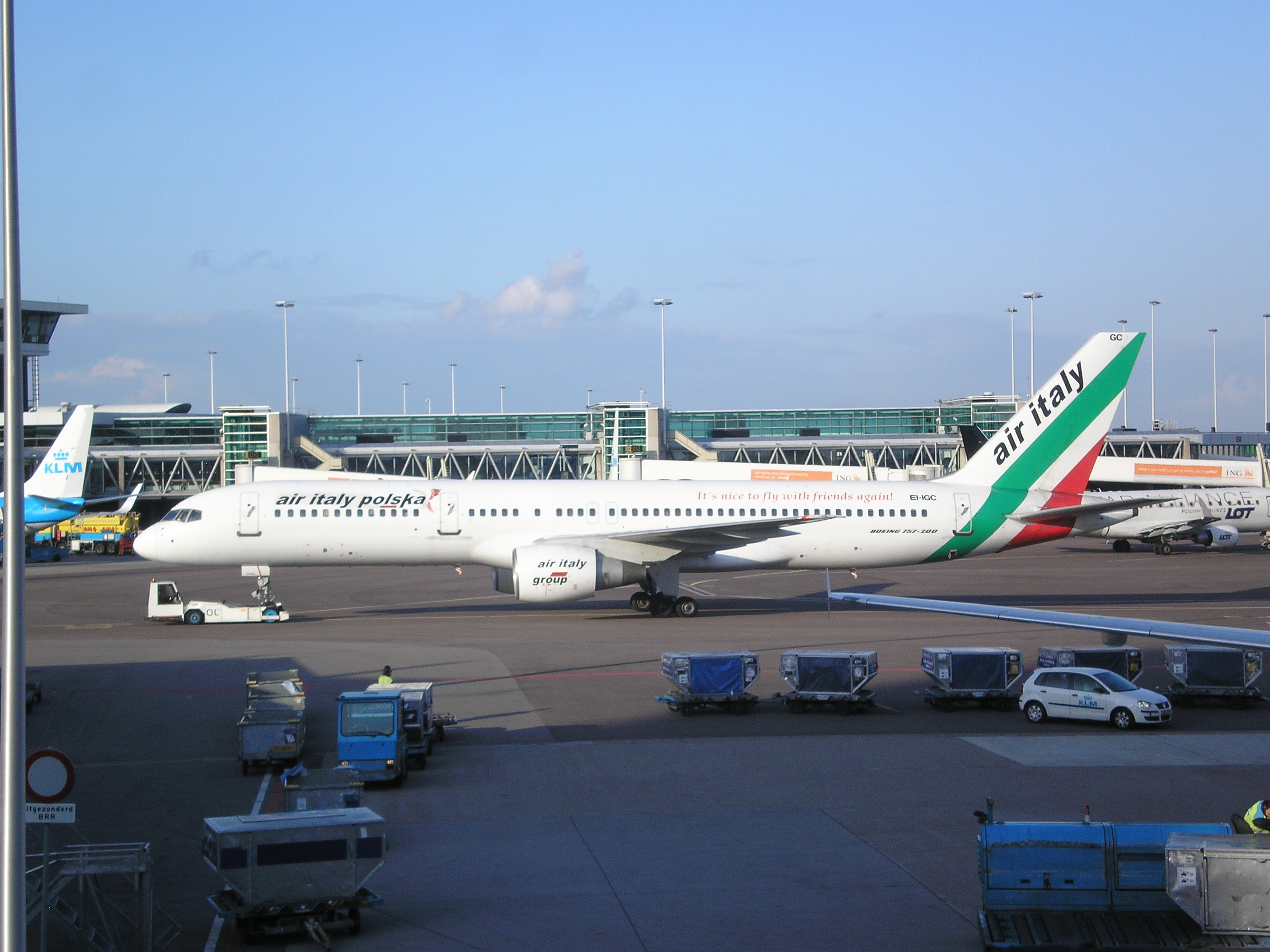
طائرة بوينغ 757 في مطار سخيبول أمستردام في 2009

الطيران البولندي كانت شركة طيران مستأجرة تأسست في عام 2007 وكان مقرها في وارسو ، بولندا[1]. الشركة الفرعية السابقة لشركةطيران إيطاليا، قامت بتشغيل رحلات طيران مستأجرة بالنيابة عن شركات السياحة البولندية إلى مجموعة واسعة من الوجهات في جميع أنحاء منطقة البحر الأبيض المتوسط ومنطقة البحر الكاريبي ومنتجعات الشاطئ في تايلاند والهند. غادرت معظم الرحلات الجوية إما من مطار وارسو فريدريك شوبان ، مطار كاتوفيتشي الدولي أو مطار بوزنان-لويكا ‏.
أوقفت شركة طيران بولندا جميع العمليات وأعلنت إفلاسها في أبريل 2012.

## الوجهات

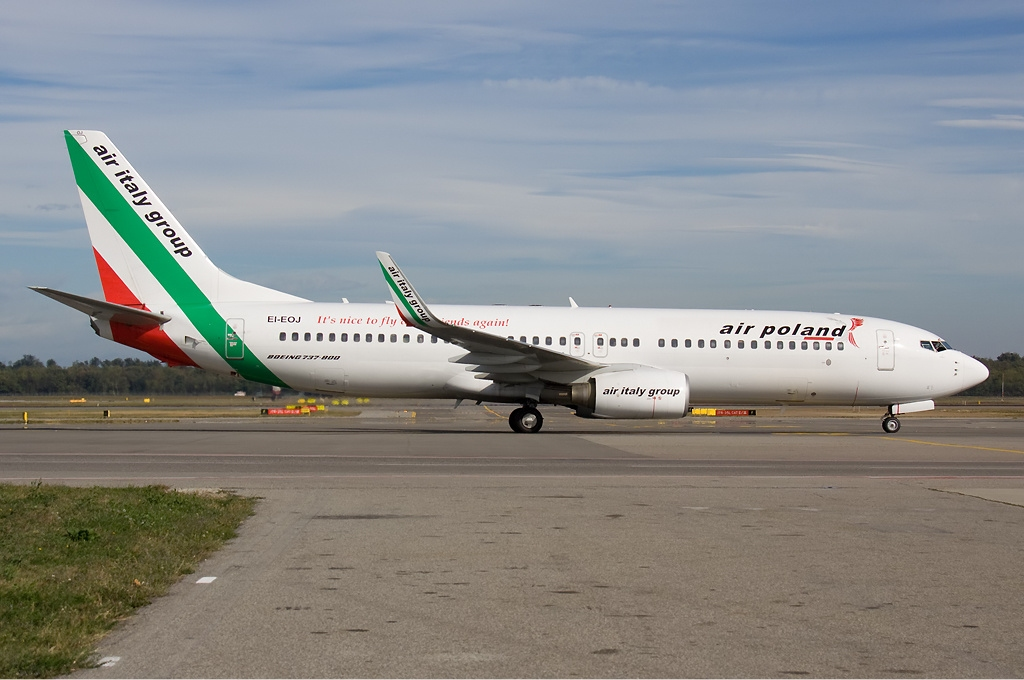
طائرة بوينغ 737 الجيل الجديد تابعة للطيران البولندي

قامت شركة طيران أير بولندا بتشغيل رحلات الطيران الموسمية إلى وجهات الترفيه في البلدان التالية: 
- الجدول الصيفي:
  - تركيا
  - اليونان
  - مصر
  - تونس
  - إسبانيا
  - إيطاليا
  - البرتغال
  - المغرب
- الجدول الشتوي:
  - جزر الكاريبي 
  - جنوب شرق آسيا 
  - أمريكا الجنوبية

## وصلات خارجية
- Official website
- Official website (بالبولندية)